# Shimshon Holzman
Shimshon Holzman (1907-1986) (nombre alternativo Shimson Holzman) fue un pintor de paisajes y figuras de nacionalidad israelí, nació en 1907 en la ciudad de Sambir, Galitzia, Ucrania.

## Historia
Shimshon inmigró de Israel a Viena, Austria en 1922, establecido en Tel-Aviv, empezó trabajando como pintor de casas con su padre. En 1926, Holzman comenzó estudios privados sobre Isaac Frenkel Frenel en la escuela de arte de Histadrut donde trabajó con Mordechai Levanon, Ziona Tajar, Avigdor Stematsky, Yehezkel Streichman, Moshe Castel y Arie Aroch.
En 1929, realizó la primera de varias visitas a París, con cierta influencia, Allí él estudió en la Académie de la Grande Chaumière y se exhibió frecuentemente. El Gideon Ofrat de arte escolar israelí escribió en tiempo de Holzman en Francia sobre él: "ha sacado del interior de París paisajes impresionantes con un óleo expresionista, pero remplazados con un tono rojo, al estilo de Raoul Dufy y Henri Matisse". Como resultado de sus estudios en Frenkel, fuertemente influenciado por la Escuela Parisina (École de Paris) y por largas estancias en Francia, la obra de Holzman es una fuerte corriente contraactual francesa. Profundamente influenciado por Matisse, su gama de colores nos muestra una impresión marcada de Fauvist. Gideon Ofrat explica con visión futurista por aquel entonces: "Los paisjes de Holzman y sus personajes (mayoritariamente orientales), transportarán optimismo y alegría dañosa, su línea de boceto fue diseñada para un papel temperamentalmente rítmico".
Holzman era un miembro fundador de los Artists' Quarter in Safed, representó a Israel en el Venice Biennale de 1959 y participó en un grupo de exhibición de artistas Israelíes en la apertura del Museo del Arte de Tel-Aviv en 1932. En 1937, él fue la primera persona en recibir el premio Dizengoff, la máxima distinción Israelí en cuanto a contribución al arte se refiere. Holzman ganó el premio Haifa Municipality en 1948 y volvió a ser galardonado con el premio Dizengoff por segunda vez en 1959. Murió en Tel-Aviv en 1986.
Holzman está considerado como uno de los maestros de la pintura moderna en cuyo estilo se caracterizaba la mezcla de pinturas con el agua para conseguir sus colores. En la tradición de la pintura de acuarelas en Israel, Avishay Ayal de la Universidad de Haifa explica: "En los orígenes en el siglo XV, esta técnica se asociaba a realizar bocetos de forma rápida... desde el pre-Estado Palestino hasta los días actuales del Estado de Israel, la pintura de acuarelas es un método rápido y barato para diseminar el arte. Mostrando así la pobreza que caracterizaba el periodo en el que vivió, pintando en acuarelas y vendiendo trabajos en papel que se convertirían en una opción barata y posible... Muchos de los artistas abstractos de Israel eran expertos en la pintura de acuarelas. Ayal escribió más adelante: "Muchos artistas llegaron a conocerse principalmente como acuarelistas y sus trabajos fueron muy populares durante esa época". Las pinturas de Joseph Kossonogi, Mordechai Avniel y Shimshon Holzman están llenas de ímpetu, los colores fluyen sin manchas extensas de agua y ellos representan el espíritu de una era rica que parecía poseer un futuro optimista.
Los trabajos de Shimshon Holzman inspirados en Oriente representando la tierra de Israel y los paisajes marítimos y la vida de Beduínos, Árabes y Judíos se pueden considerar los mejores momentos de la pintura israelí de la mitad del siglo XX.

## Muestras
- 2004: University of Haifa Art Gallery, Haifa: Nuestro paisaje: Notas sobre pintura de paisajes en Israel (catálogo en línea)
- 1991: The Open Museum, Tefen: Muestra de Verano: Paisajes del pintor israelí, Shimshon Holzman
- 1964: Galerie Jacques Chalom, Paris: Figuras & Paisajes de la Galilee
- 1963: Temple Sinai, Washington: Siete pintores de Israel: Ardon, Castel, Holzman, Mokady, Rubin, Shemi & Steinhardt
- 1954: Obelisk Gallery, Washington

## Colecciones
- Museo Israelí, Jerusalem
- Museo del Arte de Tel-Aviv